# 裴秀
裴 秀（はい しゅう）は、中国三国時代の魏、及び西晋の政治家・学者。字は季彦。本貫は司州河東郡聞喜県。父は裴潜。子は裴濬・裴頠。妻は郭配（郭淮の弟）の娘。

## 生涯
幼くして学問を好み、8歳で文章を綴り、行いには気品と節義があった。生母は身分が低く、正室の宣氏に軽んじられ、来客時には給仕をさせられていた。彼女が気丈な態度でこれに従ったことで宣氏は給仕を止めさせ、人々は裴秀が裴氏の後継と認識するようになった。
官歴は毌丘倹の推挙により、大将軍曹爽の属官（掾）から始まる。正始5年（244年）に父が亡くなると爵位を継いだが、財産は兄弟に譲った。黄門侍郎の官に欠員が出ると、何晏によって賈充らと共に任用された。
正始10年（249年）2月に曹爽が処刑されると免職となるが、のちに廷尉正として復職。司馬昭の属官（司馬）になると軍政について意見し、その多くを採用された。散騎常侍へ転任する頃には魏帝曹髦に敬愛され、討論会に参加し、儒林丈人と称された。
甘露2年（257年）6月、諸葛誕の反乱を討伐する親征に同行。行台（臨時の尚書台）の運営に携わり、謀略に参与した。乱の平定後は尚書・魯陽郷侯に任じられ、1000戸を増邑された。
景元元年（260年）6月、魏帝曹奐が即位。新帝擁立に参与した功によって尚書僕射に遷り、爵位は県侯に進み、700戸を増邑された。
兄の司馬師に後嗣がなかったため、その職責を継いだ司馬昭だが、自分の庶子の司馬攸を司馬師の後嗣とし、世子に立てようと考えていた。しかし裴秀らは嫡子の司馬炎を立てるよう強く勧め、咸熙元年（264年）5月、司馬炎が晋王の世子となった。これに先立ち、世子になれないことを恐れた司馬炎は裴秀に対し、「人には（高貴となる）相というものがあるのだろうか？」と尋ねたという。
同年、諸制度が改革され、荀顗が礼儀を定め、賈充が法律を正し、裴秀は官制を改めた。五等爵復活の建議にも功があり、済川侯に封じられた。
咸熙2年（265年）9月、司馬昭が没し司馬炎が晋王の位を継ぐと、裴秀は尚書令・光禄大夫となる。同年12月、魏から西晋への禅譲の儀において要となる役割を担い、その差配は礼式に違うことはなかった。鉅鹿公に封じられ、3000戸を領した。泰始4年（268年）正月には司空に昇進した。
泰始7年3月7日（271年4月3日）、48歳で死去。元公と諡された。死因は「寒食散を服用した際、熱燗ではなく誤って冷酒を飲んだため」とされる。同時代の皇甫謐が伝える記述によると、薬による不測の発作が生じ、何日も体温の高低が繰り返され、呼吸困難に加えて視線も定まらない状態が続いた。左右の者は発作時の解毒法に従い、大量の冷水を飲ませ、さらに冷水浴を施したが回復せず、かえって体温を奪われて水中で絶命したという。
尚書が政治を統べるのは旧例に反し、その役割は九卿が担うべきと考えていたが、上奏を前に死去した。臨終に先立って記した呉の討伐を訴える草稿は、没後に司馬炎まで届けられた。それを読んだ司馬炎は、病床にあっても国事を憂いていた裴秀の忠節を称えた。咸寧年間初め、石苞らと並び王公として、晋王朝の廟庭に祀られた。
長男の裴濬が後を継ぎ、散騎常侍となったが、早逝した。裴濬の子は後継に相応しくないとされ、裴秀の次子裴頠がその後を継いだ。

## 人物
朝儀を創始し、広く刑罰や政治について意見を述べ、その多くは採用されて故事となった。儒学に通じ、易経や楽経についての論文を著した。土地を管轄する地官としても大きな功を挙げ、当時としては非常に精巧な地図である『禹貢地域図』『地域方丈図』などを作った。考案した製図法『製図六体』は、製図の際の縮尺・距離・方位などの基本方針を定めたもので、中国の地理学史上に多大な貢献をもたらした。
司馬炎からは強い信頼と寵愛を受けた。裴秀は官有の稲田の横領を指示したとして、司隷校尉の李憙から弾劾を受けたことがあったが、司馬炎はこれを庇い罪には問わなかった。
発明家の馬鈞と発石車の改良を巡って議論し、論破するとそれを吹聴したが、傅玄から「馬氏が得意とするのは実際の器用さであって言葉ではない」と非難された。また、呉の使者として張儼が来訪すると賈充らと共に、彼が知らないことを持ち出して言い負かそうとしたが、敵わなかった。